# Irish National Liberation Army

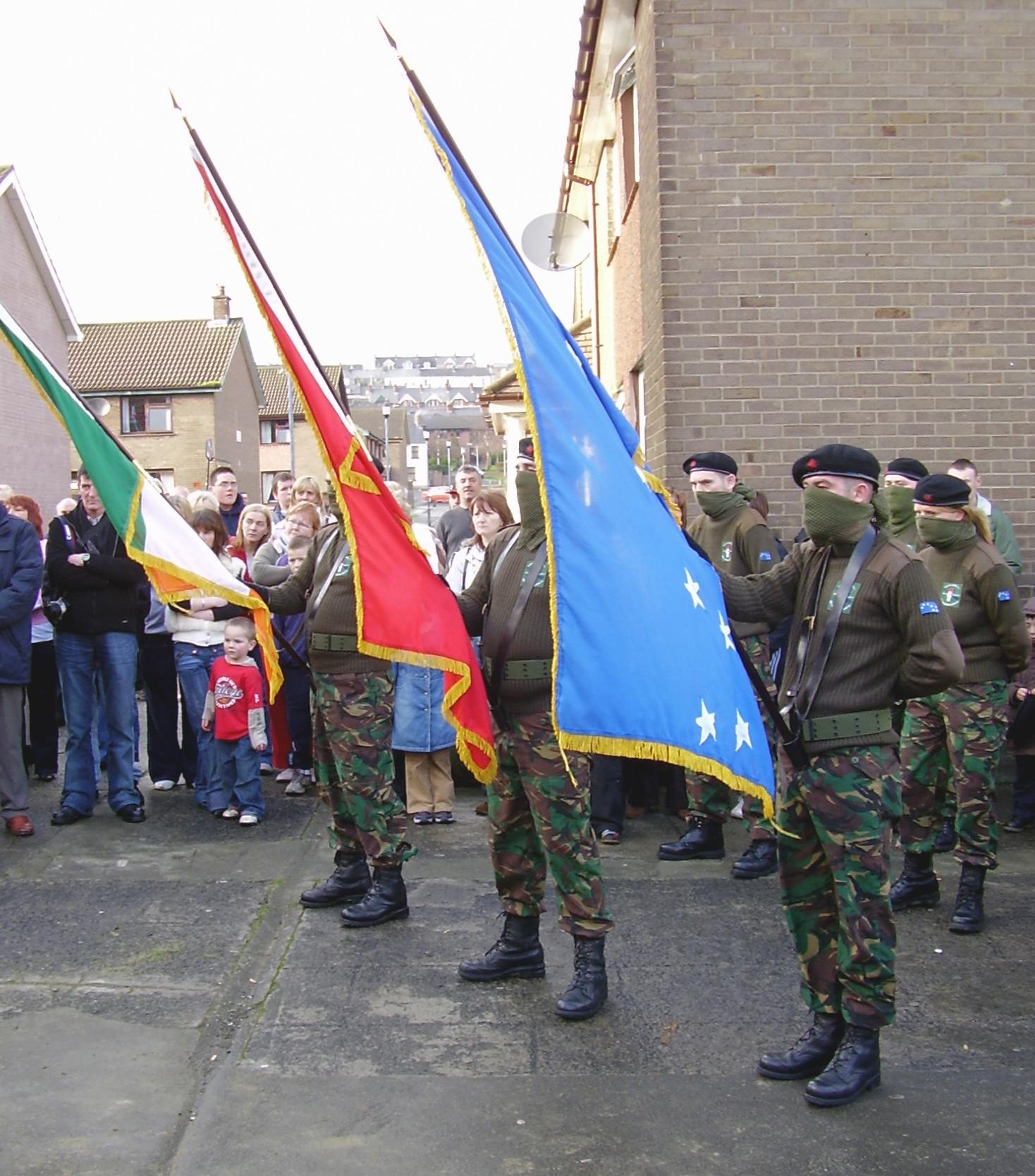
Parade von INLA-Freiwilligen in der Bogside Area in Derry

Die Irish National Liberation Army (deutsch Irische Nationale Befreiungsarmee, irisch Arm Fuascailte Náisiúnta na hÉireann) entstand am 8. Dezember 1974 als Abspaltung der Official IRA um den 1977 von einem Mitglied der Official IRA erschossenen Seamus Costello. Die Mitglieder der INLA empfanden die Official IRA als nicht radikal genug und lehnten deren Waffenstillstand ab.
Die INLA versteht sich als marxistisch-leninistische Organisation und kämpft für ein vereinigtes Irland in Form einer sozialistischen Republik. Die Gruppierung war bekannt für terroristische Aktionen und gewalttätige interne Auseinandersetzungen; im Unterschied zur IRA führte die INLA jedoch auch Anschläge in der Republik Irland durch, unter anderem einen Angriff auf eine NATO-Radarstation in Cork. Eines der bekanntesten Opfer der INLA war Airey Neave, ein enger Vertrauter Margaret Thatchers, der am 30. März 1979 durch einen Bombenanschlag in der Nähe des britischen Unterhauses getötet wurde. Ein weiterer Anschlag der INLA, der auch von anderen republikanischen Organisationen einhellig verurteilt wurde, war der Angriff auf die von britischen Soldaten frequentierte Droppin’ Well Bar bei Derry am 6. Dezember 1982, bei dem es 17 Tote gab, darunter sechs Zivilisten.
Die Zellenstruktur der INLA war weitaus weniger starr als die der IRA und sie war häufig ein Auffangbecken für jene, die nicht in die IRA aufgenommen worden waren. Dadurch fiel es auch den britischen Nachrichtendiensten entsprechend leichter, die INLA zu infiltrieren. Durch daraus resultierende Verhaftungen, innere Fehden sowie den Tod oder Austritt fast aller führenden Gründungsmitglieder zwischen 1975 und 1981 geriet die Gruppe schließlich an den Rand der Bedeutungslosigkeit.
Zeitweise bestanden auch zwei Organisationen, welche sich INLA nannten, sowie eine zusätzliche Abspaltung namens Irish People’s Liberation Organisation (IPLO). Die IPLO kontrollierte Anfang der 1990er Jahre den Drogenhandel in einigen katholischen Arbeitervierteln Belfasts, wurde jedoch im Sommer 1992 von der IRA militärisch zerschlagen. Die derzeitige Mitgliederzahl der INLA wird auf weniger als 50 geschätzt; auf politischer Ebene gilt die Irish Republican Socialist Party (IRSP) als politischer Arm der INLA.
Am 27. Dezember 1997 gelang der Organisation ein spektakulärer Anschlag, bei dem der im Gefängnis Maze Prison inhaftierte Anführer der Loyalist Volunteer Force (LVF) Billy „King Rat“ Wright von ebenfalls dort inhaftierten INLA-Mitgliedern erschossen wurde.
Im August 1998 rief die INLA einen Waffenstillstand aus, und elf Jahre später veröffentlichte sie im Oktober 2009 eine Erklärung, in der sie ihren bewaffneten Kampf für beendet erklärte und bekanntgab, ihre Ziele von nun an durch „ausschließlich friedliche politische Anstrengungen“ („exclusively peaceful political struggle“) zu verfolgen. Im Februar 2010 gab die INLA schließlich unter Aufsicht der Independent International Commission on Decommissioning ihre Waffen ab.